# Mortadella
Mortadella ist eine Brühwurstsorte mit sichtbarer Einlage. Vor der breiten Verfügbarkeit schwarzen Pfeffers in Europa wurde Mortadella mit Myrtenbeeren gewürzt. Ihr ursprünglich lateinischer Name war Myrtatella als Diminutiv von Murtatum (= Myrtatum) farcimen. Sie wird typischerweise als Aufschnitt verzehrt.

## Mortadella Bologna

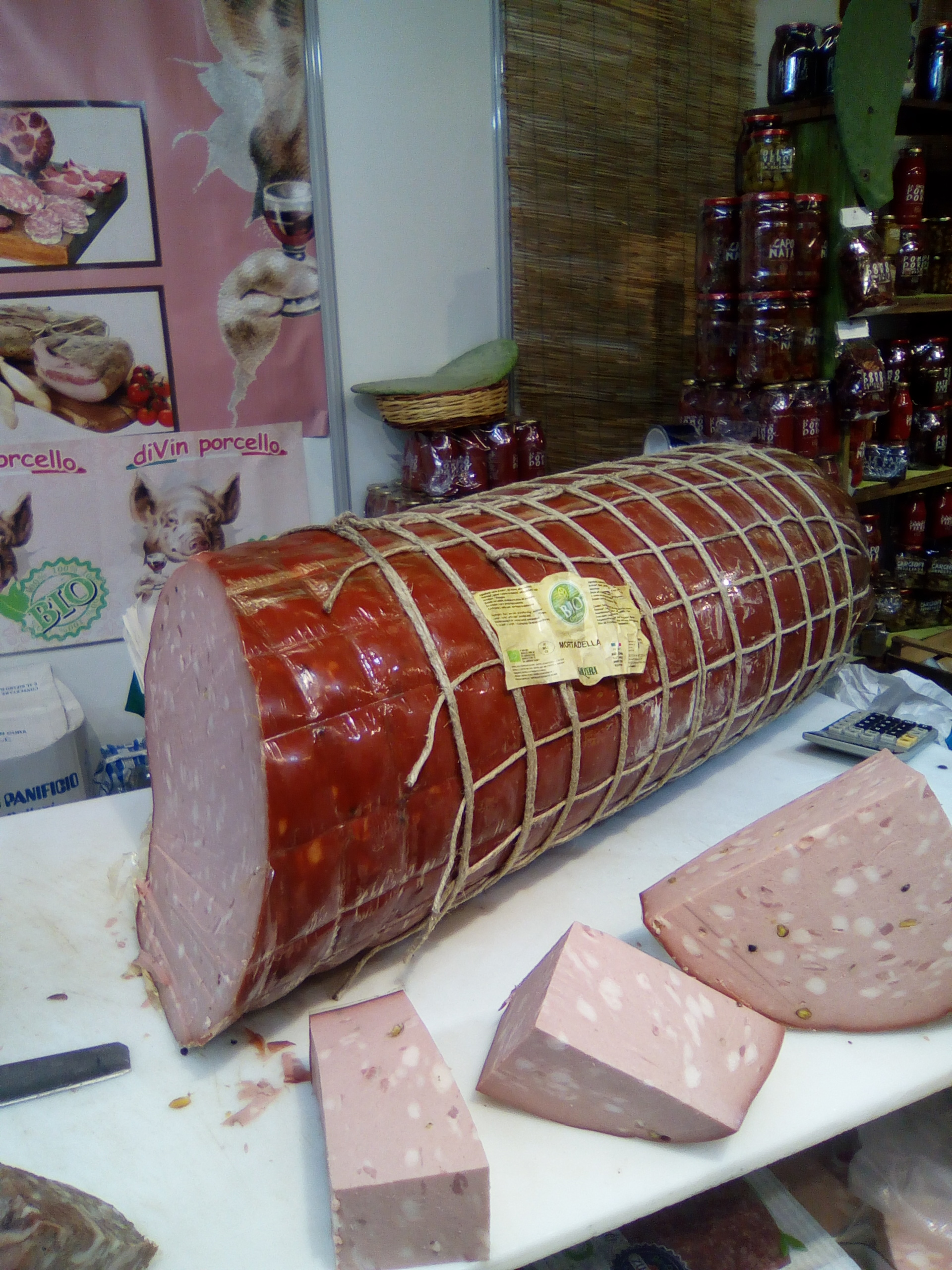
Mortadella Bologna g.g.A. aus Italien

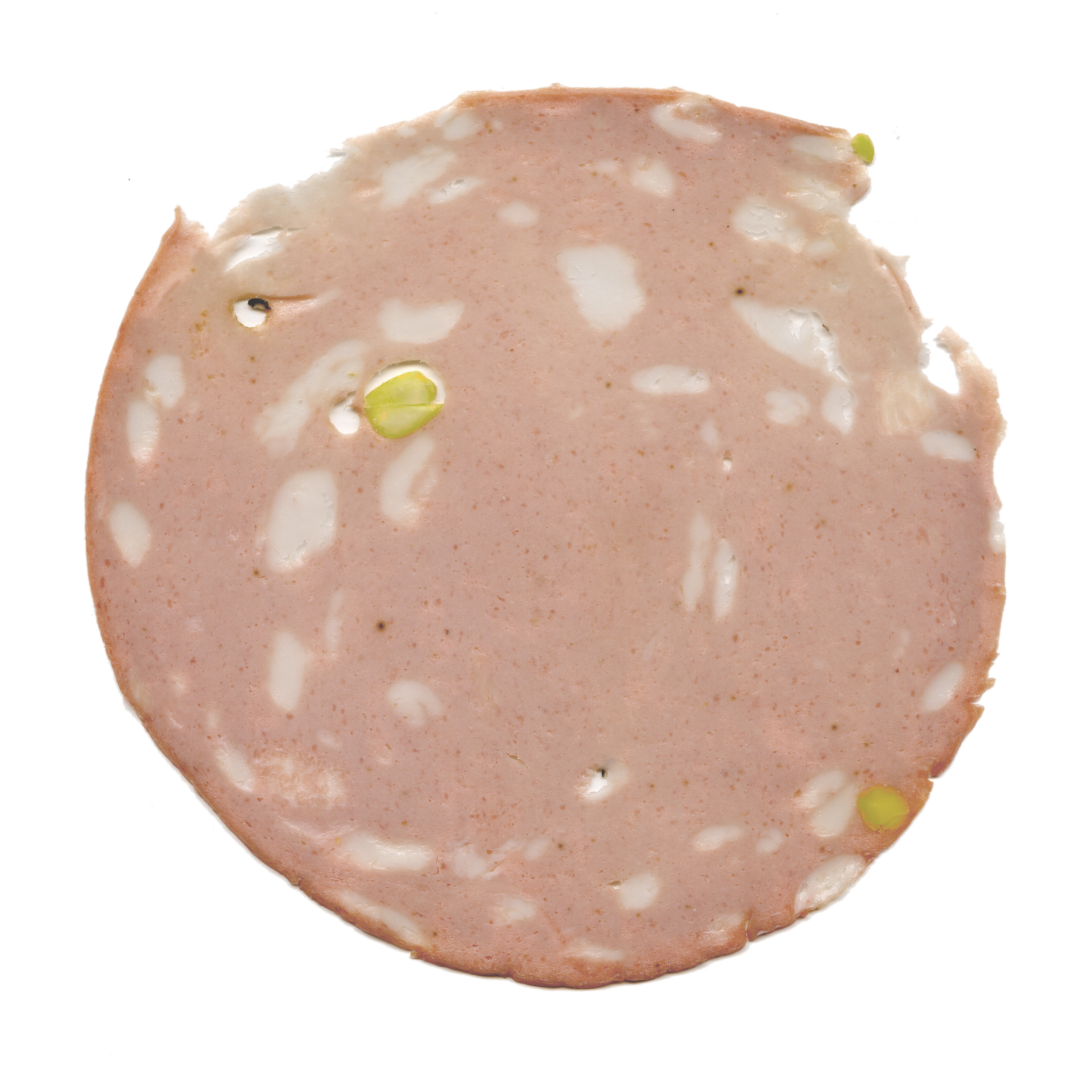
Mortadella Bologna mit Pistazien

Mortadella Bologna ist eine italienische Wurstspezialität aus feinst gewolftem Schweinefleisch, das mit Salz, Pfeffer, Zucker und groben, fetten Speckwürfeln in Kunst- oder Naturdärmen zu großen Würsten von bis zu 100 kg geformt und in speziellen Heißluftöfen bei 90 °C gegart wird. Es gibt Varianten, die zusätzlich Pistazien oder weitere Gewürze enthalten.
Sie wird in drei Qualitätsstufen angeboten: extra, super und normale. Mit dem Qualitätswarenzeichen IGP (Indicazione geografica protetta, Geschützte geografische Angabe)  versehene Mortadella Bologna muss aus den Regionen Emilia-Romagna, Piemont, Lombardei, Toskana, Venetien, Marken, Latium oder dem Trentino stammen und festgelegten Produktionsregeln entsprechen.
Mortadella ohne den Namenszusatz Bologna kann auch unter Hinzufügung anderer Fleischsorten hergestellt worden sein. Sie muss entsprechend gekennzeichnet werden: S für Schweinefleisch, SB für Schweine- und Rindfleisch und SO für Schweine- und Lammfleisch.

### Geschichte und Etymologie
Die Geschichte der Mortadella reicht zurück bis ins 14. Jahrhundert. Mortadella entstand in Bologna, der Hauptstadt der Emilia-Romagna. Der Ursprung des Namens Mortadella ist umstritten. Der Name der Mortadella kann von Myrtenbeeren, ihrer ursprünglichen Rezeptur abgeleitet sein oder vom lateinischen mortarium (Mörser). Es wird davon ausgegangen, dass eine mit Myrtenbeeren aromatisierte Wurst bereits in der Römerzeit (augusteischen Zeit) bekannt war. Es ist ein Denkmal erhalten (in zwei Stücke zerbrochen), auf dem ein Metzger mit sechs Ferkeln in den Stein gemeißelt ist und auf der anderen Seite des Denkmals ein Mörser. Das Denkmal wurde im Archäologischen Museum von Bologna ausgestellt.

## Varianten

### Deutschland

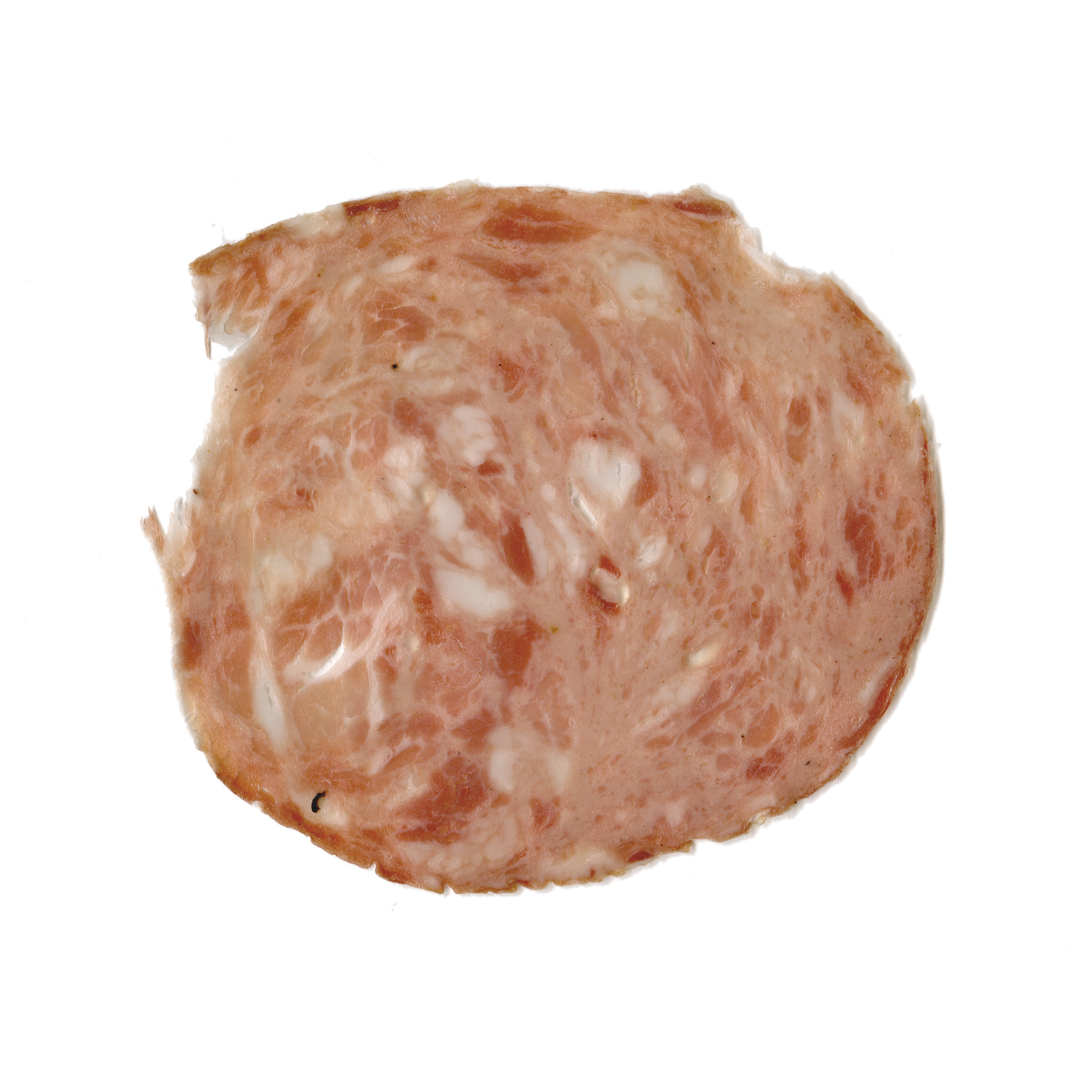
Italienische Schinken-Mortadella

Der Allgemeinen Verkehrsauffassung des Deutschen Lebensmittelbuchs zufolge dürfen für die Wurstherstellung verwendet werden:
- grob entsehntes Rindfleisch und Kalbfleisch
- grob entfettetes Schweinefleisch und Speck
- Kunstdärme mit mittlerem und größerem Kaliber

In Deutschland werden bei der Herstellung von Wurstsorten meist Standardrezepte verwendet. Beispiele dafür sind:
- Mortadella, für die Wurstmasse nutzt man Aufschnitt-Grundbrät, welches mit geschälten und gehackten Pistazien vermengt wird. Typisch ist die Abfüllung in braune Kunstdärme mit einem Kaliber 90/50. Die Garzeit beträgt ca. 90 Minuten. Andere Bezeichnungen sind Norddeutsche Mortadella, Pistazienwurst und Schinkenwurst.
- Süddeutsche Mortadella, ein Teil des Bräts wird durch Würfel gegarter Schweinezungen und fetten Specks ersetzt. Der Anteil von Pistazien ist deutlich geringer (etwa die Hälfte).
- Paprikamortadella, statt Pistazien wird getrockneter Gemüsepaprika ins Brät gemischt. Zur Würzung verwendet man auch Rotwein.
- Bunte Mortadella, als Einlage verwendet man Würfel von Kochschinken und vorgegarten Schweinezungen.

### Anderswo

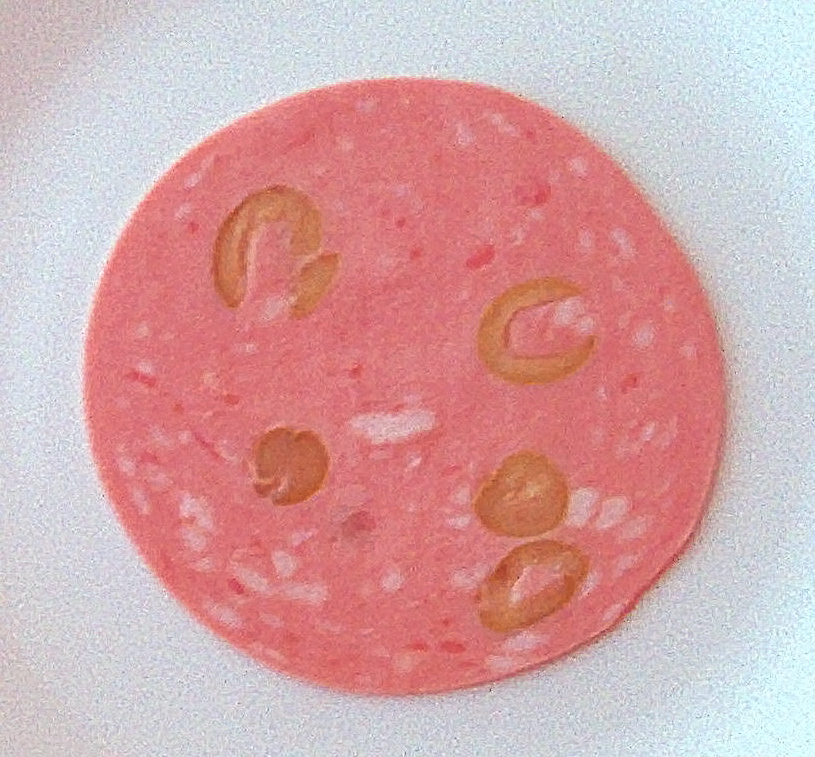
Mortadella mit Oliven aus Portugal

In Spanien und Portugal wird eine Variante der Mortadella mit Pfeffer und Oliven angeboten.